# Star Lotulelei
Starlite Lotulelei (Tonga, 20 dicembre 1989) è un giocatore di football americano tongano che gioca nel ruolo di defensive tackle nella National Football League (NFL). Fu scelto nel corso del primo giro (14º assoluto) del Draft NFL 2013 dai Carolina Panthers. Al college giocò a football all’Università dello Utah.

## Carriera

### Draft NFL 2013
Lotulelei era classificato come uno dei migliori uomini della linea difensiva selezionabili nel Draft NFL 2013. A causa di un problema cardiaco non gli fu permesso di disputare l'NFL Scouting Combine nel febbraio 2013. Esami successivi effettuati dai cardiologi della University of Utah evidenziarono che la condizione di Lotulelei fu causata da un problema virale in seguito sparito, evidenziando una "completa normalizzazione delle funzioni del muscolo cardiaco." A Lotulelei fu concesso di partecipare agli eventi atletici successivi senza restrizioni. Il 25 aprile fu scelto come 14º assoluto dai Carolina Panthers.

### Carolina Panthers
Il 22 maggio 2013, Lotulelei firmò il proprio contratto coi Panthers. Debuttò come professionista nella gara della settimana 1 persa contro i Seattle Seahawks, mettendo a segno 4 tackle. Il suo primo sack lo mise a segno nella settimana 3 nella vittoria contro i New York Giants e il secondo su Tom Brady nel Monday Night Football della settimana 11, gara in cui i Panthers ottennero la sesta vittoria consecutiva. Nell'ultima gara dell'anno fece registrare il suo terzo sack e i Panthers batterono i Falcons in trasferta, terminando con un record di 12 vittorie e 4 quattro sconfitte, il secondo migliore della NFC, guadagnandosi la possibilità di accedere direttamente al secondo turno di playoff, perso poi contro i San Francisco 49ers.
Nel 2014, Lotulelei disputò 14 partite, subendo un infortunio alla caviglia nel mese di novembre da cui si riprese nel finale di stagione. Nel primo turno di playoff fu uno dei giocatori decisivi della difesa di Carolina che tenne l'attacco degli Arizona Cardinals a un minimo storico nei playoff di 78 yard guadagnate. A causa di una frattura al piede, però, non poté essere in campo nel turno successivo contro i Seattle Seahawks campioni in carica, concludendo in anticipo la sua stagione.
Alla fine della stagione 2015, Lotulelei partì come titolare nel Super Bowl 50, dove i Panthers furono sconfitti per 24-10 dai Denver Broncos.

### Buffalo Bills
Il 14 marzo 2018 Lotulelei firmò un contratto biennale con i Buffalo Bills. Nella stagione 2020 decise di non scendere in campo a causa della pandemia di COVID-19.

## Palmarès

### Franchigia
- National Football Conference Championship: 1

Carolina Panthers: 2015

### Individuale
- PFWA All-Rookie Team - 2013